# Tany
Tany fue una princesa del antiguo Egipto y posteriormente Reina de Apofis I, que vivió durante la Dinastía XV que en ese entonces gobernaba Egipto.

## Biografía
Hermana del faraón Apofis ll.
Se conocen los nombres de dos hermanas de Apofis I: Tany y Ziwat (o Tsharidyet). Tany se menciona en la puerta de un santuario en Avaris y en una mesa de ofrendas (Berlín 22487). Ziwat se menciona en un cuenco encontrado en Almuñécar (España).
- Datos: Q112438835